# Erdal Öztürk
Erdal Öztürk (* 7. Februar 1996 in Berlin) ist ein deutschtürkischer Fußballspieler.

## Karriere

### Vereine
Öztürk begann mit dem Vereinsfußball in der Nachwuchsabteilung von BSC Reinickendorf 21. Anschließend spielte er in seiner Heimatstadt der Reihe nach in den Nachwuchsabteilungen der Vereine WFC Corso 99/Vineta, Füchse Berlin Reinickendorf, Nordberliner SC und Hertha BSC. 2011 wechselte er in die Nachwuchsabteilung des Bundesligisten TSG 1899 Hoffenheim.
Zur Saison 2015/16 wurde er bei Hoffenheim in den Kader der zweiten Mannschaft, der TSG 1899 Hoffenheim II, aufgenommen und absolvierte für diese bis zum Saisonende 12 Regionalligaspiele. Zur nächsten Saison wechselte er zum Ligakonkurrenten FC Bayern München II.
Zur Saison 2017/18 entschied er sich für eine Karriere in der Türkei und wechselte zum Erstligisten Kayserispor. Sein Profidebüt gab er in der Pokalpartie vom 19. September 2017 gegen Van Büyükşehir Belediyespor.
In der Sommertransferperiode 2018/19 wurde er für die Dauer von zwei Spielzeiten, was auch seiner restlichen Vertragsdauer mit Kayserispor entspricht, an den Zweitligisten Adana Demirspor ausgeliehen.

### Nationalmannschaft
Öztürk entschied sich für eine Laufbahn bei den deutschen Jugendnationalmannschaften und startete sie 2010 mit einem Einsatz für die deutsche U-15-Nationalmannschaft.
2012 nahm er das Angebot von den türkischen Jugendnationalmannschaften an und entschied sich fortan für die Türkei auf zulaufen. Nach insgesamt 13 Einsätzen für die türkische U-16- bzw. U-17-Nationalmannschaft entschied er sich 2015 für einen erneuten Verbandswechsel und begann für die deutsch U-19-Nationalmannschaft zu spielen. 2015 folgten noch zwei Einsätze für die deutsche U-20-Nationalmannschaft.